# Ribab Fusion
 (février 2024).
La mise en forme du texte ne suit pas les recommandations de Wikipédia : il faut le « wikifier ».
Les points d'amélioration suivants sont les cas les plus fréquents :
- Les titres sont pré-formatés par le logiciel. Ils ne sont ni en capitales, ni en gras.
- Le texte ne doit pas être écrit en capitales (les noms de famille non plus), ni en gras, ni en italique, ni en « petit »…
- Le gras n'est utilisé que pour surligner le titre de l'article dans l'introduction, une seule fois.
- L'italique est rarement utilisé : mots en langue étrangère, titres d'œuvres, noms de bateaux, etc.
- Les citations ne sont pas en italique mais en corps de texte normal. Elles sont entourées par des guillemets français : « et ».
- Les listes à puces sont à éviter, des paragraphes rédigés étant largement préférés. Les tableaux sont à réserver à la présentation de données structurées (résultats, etc.).
- Les appels de note de bas de page (petits chiffres en exposant, introduits par l'outil «  Source ») sont à placer entre la fin de phrase et le point final[comme ça].
- Les liens internes (vers d'autres articles de Wikipédia) sont à choisir avec parcimonie. Créez des liens vers des articles approfondissant le sujet. Les termes génériques sans rapport avec le sujet sont à éviter, ainsi que les répétitions de liens vers un même terme.
- Les liens externes sont à placer uniquement dans une section « Liens externes », à la fin de l'article. Ces liens sont à choisir avec parcimonie suivant les règles définies. Si un lien sert de source à l'article, son insertion dans le texte est à faire par les notes de bas de page.
- La présentation des références doit suivre les conventions bibliographiques. Il est recommandé d'utiliser les modèles {{Ouvrage}}, {{Chapitre}}, {{Article}}, {{Lien web}} et/ou {{Bibliographie}}. Le mode d'édition visuel peut mettre en forme automatiquement les références.
- Insérer une infobox (cadre d'informations à droite) n'est pas obligatoire pour parachever la mise en page.

Pour une aide détaillée, merci de consulter Aide:Wikification.
Si vous pensez que ces points ont été résolus, vous pouvez retirer ce bandeau et améliorer la mise en forme d'un autre article.
Ribab Fusion est une formation musicale fondée en 2008 à Agadir, dans le sud du Maroc, par Foulane Bouhssine, diplômé du conservatoire de musique d'Agadir (8ème année en violon classique et arabe) et ancien membre du groupe musical Amarg Fusion. Jouant du Ribab, un instrument monocorde emblématique chez les Rways, Bouhssine a dédié son groupe à la revalorisation du patrimoine musical et rythmique amazigh du Souss, en l'enrichissant de mélanges avec d'autres cultures et genres musicaux tels que le reggae, le funk, le blues et le rock.
Le nom du groupe, Ribab Fusion, reflète sa musique axée sur le métissage sans altérer l'essence originale de la musique amazighe. Récemment, le groupe s'est inspiré du patrimoine musical Gnaoua du Souss, notamment l'Issemgane, des chants ancestraux repris en utilisant des instruments tels que le Tasswissit et le N'goni du Souss, soulignant leur appartenance culturelle à l'Afrique. Le titre "Ismgan", sorti en 2023, illustre cette expérience résultant de plusieurs années de recherche et d'exploration du blues en Afrique, basé sur la gamme pentatonique.
Depuis ses débuts, son but est de promouvoir la musique amazighe en la propulsant vers d'autres horizons, en la rendant universelle grâce à la fusion, une devise centrale du groupe. Pour ce faire, Bouhssine a électrifié son Ribab. Le groupe effectue des tournées en Amérique, en Europe, en Afrique et dans de nombreux coins du monde.

## Trophées
- 2014 le titre Morocco Music Awards

- 2017 le titre Morocco Music Awards[7]

## Discographie
- Almougar.
- L'fichta.
- Amarg.
- Amazigh Adgigh.
- Ya Salam.
- Africa Monait
- Imdoukkal
- Ismgane